# Saint-Pierre-le-Bost
Saint-Pierre-le-Bost este o comună în departamentul Creuse din centrul Franței. În 2009 avea o populație de 150 de locuitori.

## Evoluția populației
| An        | 1975 | 1982 | 1990 | 1999 | 2006 | 2009 |
| --------- | ---- | ---- | ---- | ---- | ---- | ---- |
| Populație | 221  | 183  | 165  | 156  | 156  | 150  |